# Blues (альбом Рузвельта Сайкса)
Blues — студійний альбом американського блюзового музиканта Рузвельта Сайкса, випущений у 1961 році лейблом Folkways.

## Опис
Цей альбом Рузвельта Сайкса був записаний 13 січня 1961 року на студії Cue Recording Studios в Чикаго, Іллінойс для лейблу Folkways. По суті альбом є сольним, окрім композиції «Memphis Slim Rock», на якій Сайкс грає дуетом з піаністом Мемфісом Слімом (який тоді також записувався у цей час на лейблі). Сайкс тут виконує декілька старих своїх хітів, таких як «Sweet Old Chicago» і «44 Blues»; Мемфіс Слім виступив як продюсер цього альбому.

## Список композицій
1. «Sweet Old Chicago» (Рузвельт Сайкс) — 2:55
2. «Don't Care Blues» (Рузвельт Сайкс) — 2:04
3. «47th Street Jive» (Рузвельт Сайкс) — 2:39
4. «Memphis Slim Rock» (Рузвельт Сайкс) — 3:05
5. «44 Blues» (Рузвельт Сайкс) — 2:40
6. «Security Blues» (Рузвельт Сайкс) — 2:37
7. «R.S. Stomp» (Рузвельт Сайкс) — 2:28
8. «Ran the Blues Out of My Window» (Рузвельт Сайкс) — 2:54
9. «All My Money's Gone» (Рузвельт Сайкс) — 3:02
10. «Women In Elaine Arkansas» (Рузвельт Сайкс) — 2:22
11. «The Mistaken Life» (Рузвельт Сайкс) — 2:40
12. «The Sweet Root Man» (Рузвельт Сайкс) — 2:32
13. «The Thing» (Рузвельт Сайкс) — 3:42
14. «Please Don't Talk About Me When I'm Gone» (Сідні Клер, Сем Г. Степт) — 2:28

## Учасники запису
- Рузвельт Сайкс — вокал, фортепіано
- Мемфіс Слім — фортепіано (4)

Технічний персонал
- Мемфіс Слім — продюсер
- Валері Вілмер — фотографія